# 257 Silesia
257 Silesia eller 1929 DD är en asteroid i huvudbältet som upptäcktes den 5 april 1886 av den österrikiske astronomen Johann Palisa. Den fick senare namn efter Schlesien på latin Silesia, den historiska regionen i Centraleuropa.
Silesias senaste periheliepassage skedde den 8 september 2021. Dess rotationstid har beräknats till 15,71 timmar.